# Auditør
En auditør er en forhørsleder. 
I Forsvarets Auditørkorps er auditøren en undersøgelsesleder. Auditøren og dennes medhjælpere, auditørfuldmægtige fungerer herudover som anklager i militære straffesager ved by- og landsretterne (ved Højesteret er det generalauditøren og dennes fuldmægtige, der udgør anklagemyndigheden). Auditøren og auditørfuldmægtigene skal være uddannet jurister, cand.jur.
Transport- og Energiministeriet har egen auditør – "Auditøren under Transport- og Energiministeriet".
| Militær | Spire Denne artikel om militær er en spire som bør udbygges. Du er velkommen til at hjælpe Wikipedia ved at udvide den. |